# North Pickenham
Pour l’article homonyme, voir South Pickenham.
North Pickenham est une paroisse civile et un village du Norfolk, en Angleterre.